# Кременчуцька єпархія УПЦ (МП)
Кременчуцька та Лубенська єпархія — єпархія Української православної церкви (Московського патріархату), що об'єднує парафії і монастирі на території західної частини Полтавської області. Включає Глобинський, Гребінківський, Козельщинський, Кременчуцький, Лохвицький, Лубенський, Оржицький, Пирятинський, Семенівський, Хорольський та Чорнухинський райони, а також місто Кременчук.

## Історія
Створена 14 листопада 2007 року рішенням Священного Синоду УПЦ (Московського патріархату) шляхом виділення зі складу Полтавської єпархії. Єпископом Кременчуцьким і Хорольським було призначено архімандрита Євлогія (Гутченка), ректора Одеської духовної семінарії, після його звільнення з посади ректора. Хіротонія відбулася в Києві 25 листопада 2007 року.
За рішенням Синоду від 8 травня 2008 року, згідно з рапортом єпископа Кременчуцького і Хорольського Євлогія, затверджено новий титул правлячих архієреїв Кременчуцької єпархії — «Кременчуцький і Лубенський».
17 листопада 2008 року архімандриту Володимиру (Орачеву) Синод призначив бути єпископом Кременчуцьким і Лубенським. Хіротонія була здійснена 22 листопада 2008 року.
24 листопада 2009 року єпископом Кременчуцьким і Лубенським було обрано архімандрита Тихона (Жилякова). Хіротонія відбулася 29 листопада 2009 року. 18 лютого 2011 року єпископ Тихон помер. Тимчасово керуючим Кременчуцькою єпархією призначений архієпископ Полтавський і Миргородський Филип.
14 червня 2011 року єпископом Кременчуцьким і Лубенським обраний архімандрит Миколай (Капустін), висвячений 19 червня 2011 року.

## Єпископи
- Євлогій (Гутченко) (25 листопада 2007 — 17 листопада 2008)
- Володимир (Орачов) (22 листопада 2008 — 24 листопада 2009)
- Тихон (Жиляков) (29 листопада 2009 — 18 лютого 2011)
- Филип (Осадченко) (19 лютого — 19 червня 2011) в/о, архиєпископ Полтавський
- Миколай (Капустін) (з 19 червня 2011)

## Монастирі
- Антоніє-Феодосієвський Потоцький чоловічий монастир (с. Дмитрівка, Кременчуцький район, Полтавська область)
- Різдва Богородиці Козельщинський жіночий монастир (смт. Козельщина, Полтавська  область)